# ガラナ (曲)
「ガラナ」（Guarana）は、スキマスイッチの8枚目のシングル。2006年8月16日に発売された。

## 解説
- 7thシングル「ボクノート」から約5ヶ月ぶりのリリース。
- オリコンシングルチャートでは初の1位を獲得。初動売上はシングルでは自己最高の4.1万枚、累計売上は5thシングル「全力少年」、7thシングル「ボクノート」に次ぐ12.4万枚を記録した[2]。
- 初回生産限定盤・通常盤の2種同時発売。初回盤にはDVDが付属されている。
- 振付は西田一生（西田プロジェクト）が担当。

## 収録曲
- 全作詞・作曲：スキマスイッチ

1. ガラナ
  - 全国東宝系映画『ラフ ROUGH』主題歌
  - タイトルは「ガラナの実が弾けるような勢い」をイメージしたもの[4]。
  - 楽曲の叩き台は常田が担当した[4]。
  - 後のインタビューで、小林武史から「良い曲書いたね」と褒められたことを明かしている[4]。
  - ビデオクリップがスキマスイッチバージョンと、『ラフ ROUGH』バージョンの2種類存在する。
  - 2006年度のUSENJ-POP年間総合ランキングで6位にランクインした[5]。
  - 2012年に実施された、5枚目のアルバム『musium』までの楽曲を対象としたファン投票で8位となり、『DOUBLES BEST』に収録された。
2. スフィアの羽根
  - 朝日放送・テレビ朝日『2006 夏の高校野球番組』統一テーマソング（なお、朝日放送や一部ANN系列局（瀬戸内海放送・広島ホームテレビ等）では地区予選の中継でも使用していた）。
  - 夏の高校野球テーマソングでは初のシングル1位獲得作品となった[6]。
  - スキマスイッチの曲にしてはキーが低く、大橋と常田は共に「歌いづらい」「演奏しづらい」と語っている[4]。
  - プロ野球選手の田中将大が、翌2007年の楽天の主催試合での登場曲に使用していた。[要出典]
  - 20周年記念のベストアルバム『POPMAN'S WORLD -Second-』のDisc3「SNT selection」に収録されている。常田は「ちょうどいいテンポ感で、聴いて欲しい楽曲」と語っている[7]。
3. ピーカンブギ <instrumental>
  - 日本テレビ系『ズームイン!!SUPER』春のお天気テーマソング
  - インストゥルメンタルの曲にタイアップが付いたのは初である。
4. ガラナ <backing track>

## 初回特典DVD収録内容
1. 「ガラナ」ビデオクリップ
2. 抱腹絶倒!? ロードムービー「スキマスイッチ2006年ガラナの旅」

## 7inchアナログ盤
- 2006年にリリースした8thシングル「ガラナ」のアナログ盤。
- 自身が立ち上げたアナログ専門レーベル「KU-KAN RECORDS」からの第八弾リリース作品[8]。
- 完全限定盤。
- 33回転仕様。
- 「パラボラヴァ / 僕の青い自転車」、「ミスターカイト/ リチェルカ」との同時リリース。
- 2020年2月～9月にリリースされた全25タイトルの「特典引換券」を集めて送ることで7インチ収納BOXがプレゼントされる。

### 収録曲
全作詞・作曲：スキマスイッチ

#### SIDE A
1. ガラナ

#### SIDE B
1. スフィアの羽根

## ライブ映像作品
| 曲名           | 発売年 | 作品名                                                                                     |
| -------------- | ------ | ------------------------------------------------------------------------------------------ |
| ガラナ         | 2008年 | Augusta Camp Best Collection 1999-2008                                                     |
| ガラナ         | 2008年 | スキマスイッチ ARENA TOUR'07 "W-ARENA"THE MOVIE                                            |
| ガラナ         | 2009年 | SUKIMASWITCH TOUR'09 "DOUBLES" LIVE DVD                                                    |
| ガラナ         | 2010年 | スキマスイッチ TOUR 2010 "LAGRANGIAN POINT"THE MOVIE                                       |
| ガラナ         | 2013年 | Augusta Camp 2012 in YOKOHAMA 〜OFFICE AUGUSTA 20TH ANNIVERSARY〜                          |
| ガラナ         | 2013年 | Augusta Camp 2012 in KOCHI & AMAMI 〜OFFICE AUGUSTA 20TH ANNIVERSARY〜                     |
| ガラナ         | 2013年 | スキマスイッチ TOUR 2012-2013“DOUBLES ALL JAPAN”THE MOVIE                                  |
| ガラナ         | 2014年 | スキマスイッチ 10th Anniversary Arena Tour 2013 “POPMAN'S WORLD”THE MOVIE                  |
| ガラナ         | 2014年 | スキマスイッチ 10th Anniversary “Symphonic Sound of SukimaSwitch” THE MOVIE                |
| ガラナ         | 2015年 | sukimaswitch official fan club DELUXE FAN CLUB EVENT TOUR 「V.I.P. Vol.2」                 |
| ガラナ         | 2015年 | sukimaswitch official fan club DELUXE FAN CLUB EVENT TOUR 「V.I.P. Vol.3」                 |
| ガラナ         | 2015年 | スキマスイッチ TOUR 2015 “SUKIMASWITCH”-SPECIAL-THE MOVIE                                  |
| ガラナ         | 2017年 | Augusta Camp 2016 ～produced by 秦 基博～                                                  |
| ガラナ         | 2019年 | SUKIMASWITCH 15th Anniversary Special at YOKOHAMA ARENA 〜Reversible〜 THE MOVIE           |
| ガラナ         | 2020年 | スキマスイッチ TOUR 2019-2020 POPMAN'S CARNIVAL vol.2 THE MOVIE                            |
| ガラナ         | 2020年 | Sukimaswitch Official Fanclub DELUXE presents TOUR 2016“POPMAN’S CARNIVAL”Vol.0            |
| ガラナ         | 2020年 | Streaming LIVE "a la carte 2020" 〜実際にやってみた!〜 THE MOVIE                           |
| ガラナ         | 2022年 | スキマスイッチ TOUR '07 “夕風トラベル” THE MOVIE                                           |
| ガラナ         | 2023年 | DELUXE FAN CLUB EVENT TOUR V.I.P. Vol.4                                                    |
| ガラナ         | 2023年 | Augusta Camp 2022                                                                          |
| ガラナ         | 2025年 | スキマフェス                                                                               |
| スフィアの羽根 | 2008年 | スキマスイッチ ARENA TOUR'07 "W-ARENA"THE MOVIE                                            |
| スフィアの羽根 | 2020年 | スキマスイッチ TOUR 2019-2020 POPMAN'S CARNIVAL vol.2                                      |
| スフィアの羽根 | 2021年 | スキマスイッチ2021ライブ&ドキュメンタリーfor DELUXE                                        |
| スフィアの羽根 | 2022年 | スキマスイッチ TOUR '07 “夕風トラベル” THE MOVIE                                           |
| スフィアの羽根 | 2024年 | スキマスイッチ 20th Anniversary "POPMAN'S WORLD 2023 Premium" THE MOVIE 〜HOBO KANZENBAN〜 |
| ピーカンブギ   | -      | -                                                                                          |

## 収録アルバム
| 曲名           | 発売年 | 作品名                                                            | 分類       |
| -------------- | ------ | ----------------------------------------------------------------- | ---------- |
| ガラナ         | 2006年 | 夕風ブレンド                                                      | オリジナル |
| ガラナ         | 2007年 | グレイテスト・ヒッツ                                              | ベスト     |
| ガラナ         | 2008年 | スキマスイッチ ARENA TOUR'07 "W-ARENA"                            | ライブ     |
| ガラナ         | 2010年 | スキマスイッチ TOUR 2010 "LAGRANGIAN POINT"                       | ライブ     |
| ガラナ         | 2012年 | ユリーカ                                                          | シングル   |
| ガラナ         | 2012年 | DOUBLES BEST                                                      | ベスト     |
| ガラナ         | 2013年 | POPMAN'S WORLD〜All Time Best 2003-2013〜                         | ベスト     |
| ガラナ         | 2013年 | スキマスイッチ TOUR 2012-2013“DOUBLES ALL JAPAN”                  | ライブ     |
| ガラナ         | 2014年 | スキマスイッチ 10th Anniversary Arena Tour 2013 “POPMAN'S WORLD”  | ライブ     |
| ガラナ         | 2014年 | スキマスイッチ 10th Anniversary “Symphonic Sound of SukimaSwitch” |            |
| ガラナ         | 2015年 | スキマスイッチ TOUR 2015 “SUKIMASWITCH”SPECIAL                    | ライブ     |
| ガラナ         | 2018年 | SUKIMASWITCH TOUR 2018 "ALGOrhythm"                               | ライブ     |
| ガラナ         | 2020年 | スキマノハナタバ 〜Smile Song Selection〜                         | コンセプト |
| スフィアの羽根 | 2006年 | 夕風ブレンド                                                      | オリジナル |
| スフィアの羽根 | 2007年 | グレイテスト・ヒッツ                                              | ベスト     |
| スフィアの羽根 | 2008年 | スキマスイッチ ARENA TOUR'07 "W-ARENA"                            | ライブ     |
| スフィアの羽根 | 2013年 | POPMAN'S WORLD〜All Time Best 2003-2013〜                         | ベスト     |
| スフィアの羽根 | 2016年 | POPMAN'S ANOTHER WORLD                                            | ベスト     |
| スフィアの羽根 | 2023年 | POPMAN'S WORLD -Second-                                           | ベスト     |
| スフィアの羽根 | 2024年 | スキマスイッチ 20th Anniversary "POPMAN'S WORLD 2023 Premium"     | ライブ     |
| ピーカンブギ   | 2016年 | POPMAN'S ANOTHER WORLD                                            | ベスト     |

## カバー
ガラナ
- 2024年5月29日、sumikaがトリビュート・アルバム『みんなのスキマスイッチ』でカバー[9]。